# 구례 화엄사 원통전 앞 사자탑
구례 화엄사 원통전 앞 사자탑(求禮 華嚴寺 圓通殿 앞 獅子塔)은 전라남도 구례군, 화엄사에 있는 신라의 석탑이다. 1963년 1월 21일 대한민국의 보물 제300호로 지정되었다.

## 개요
화엄사는 통일신라시대에 창건되어 화엄종을 널리 알리던 절로, 창건 이후 오늘에 이르기까지 많은 승려들이 이곳에 머물면서 화엄사상의 구현을 이루어 왔다. 신라 후기에는 승려 도선(道詵)에 의해 크게 확장되었고, 고려 문종 때에는 전라도 및 경상도에서 이 절에 매년 곡물을 바치도록 허락해 주어 일주문 밖에 큰 창고를 짓기도 하였다. 임진왜란 때 불타 없어진 것을 7년 만에 여러 건물들을 다시 세웠으며, 이후 여러 번의 보수를 거쳐 현재에 이르고 있다.
이 탑은 절 안의 원통전 앞에 서 있는 통일신라시대의 독특한 석탑으로, 네 마리의 사자가 길쭉하고 네모난 돌을 이고 있는 모습이다. 절에서는 보통 노주(露柱)라고 부르는데, 무엇으로 사용되었는지 정확히는 알 수 없으며, 불사리를 모셔놓은 것이라 하기도 하고, 불가의 공양대(拱養臺)로 쓰였을 것이라는 추측만 있을 뿐이다.
탑을 받치는 역할을 하는 기단(基壇)은 2단으로, 아래층 기단은 무늬없는 석재로 구성된 소박한 모습이다. 이 탑의 가장 특징적인 부분인 위층 기단은 각 모서리에 사자상을 놓은 모습이다. 사자들은 연꽃받침 위에 앉아 연꽃이 조각된 돌을 머리에 이고 있다. 탑신(塔身)에는 직육면체 모양의 몸돌이 있다. 몸돌의 각 면에는 직사각형의 테두리를 둘렀으며, 그 안에 신장상(神將像)을 조각하였다. 몸돌 위에는 1장의 판돌이 있는데, 밑면에는 연꽃이 새겨져 있고 윗면에는 반구형의 돌이 솟아 있다.
위층 기단을 네 마리의 사자를 이용하여 만든 것은 이곳 구례 화엄사 사사자 삼층석탑(국보 제35호)을 모방한 것이나, 조각수법은 이에 못미처 이보다 훨씬 뒤인 9세기경에 만든 것으로 보인다.

## 같이 보기
- 화엄사
- 구례 화엄사 사사자 삼층석탑 (국보 제35호)

## 참고 자료
- 구례 화엄사 원통전 앞 사자탑 - 국가유산청 국가유산포털